# Kleine elfenbankjesbreedvoet
Het kleine elfenbankjesbreedvoet (Polyporivora ornata) is een vliegensoort uit de familie van de breedvoetvliegen (Platypezidae). De wetenschappelijke naam van de soort is voor het eerst geldig gepubliceerd in 1838 door Meigen.